# Thomas Clifford Allbutt

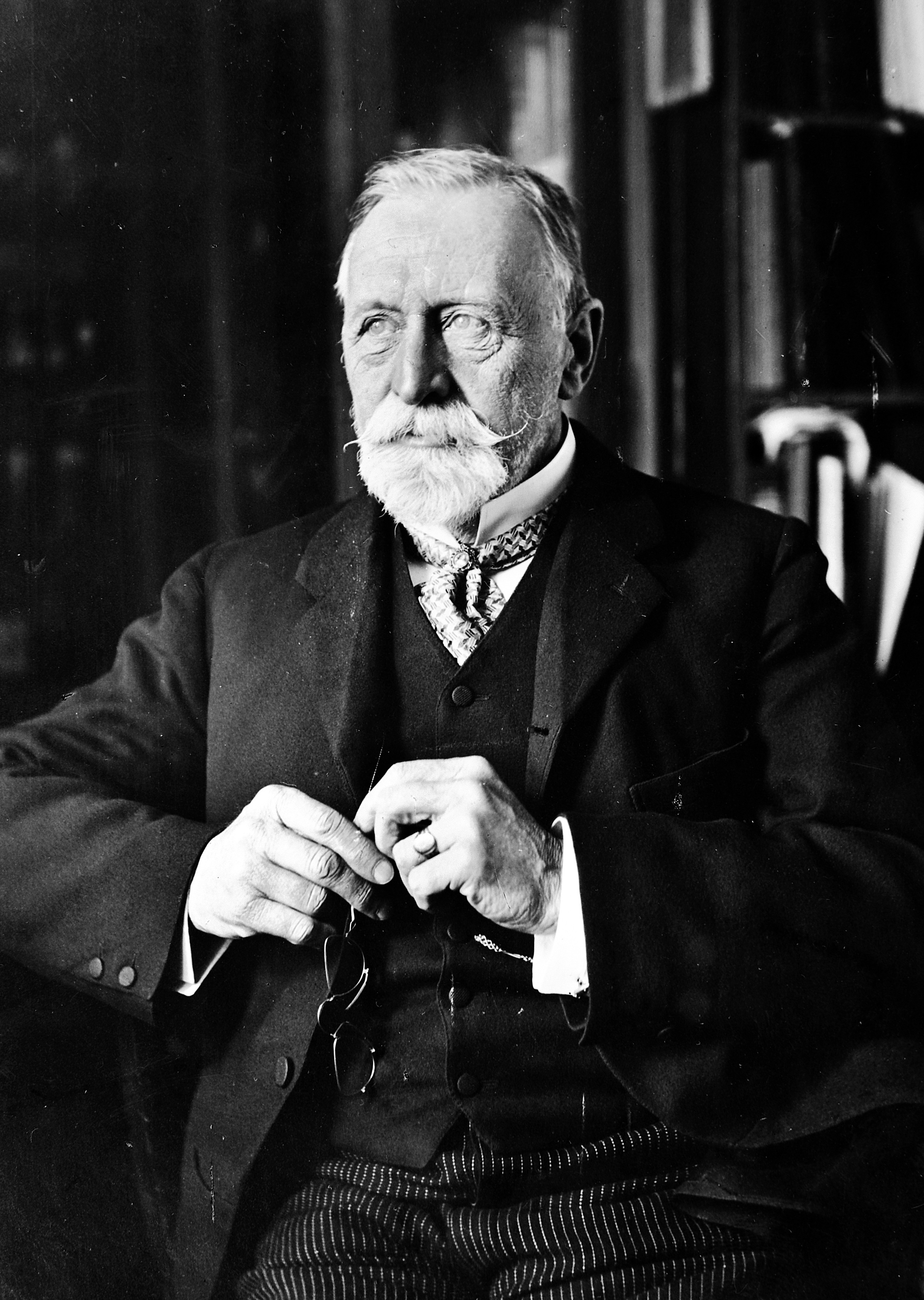
Thomas Clifford Allbutt

Sir Thomas Clifford Allbutt (* 20. Juli 1836 in Dewsbury, West Yorkshire, England; † 22. Februar 1925 in Cambridge, Cambridgeshire, England) war ein englischer Arzt.

## Leben
Er erfand 1867 das kurze Fieberthermometer, welches mit einer Länge von rund 15 cm erstmals genaue Körpertemperaturmessungen am Patienten ermöglichte. Ältere Ausführungen hatten eine Länge von rund 60 cm und waren dementsprechend unhandlich und ungenau. Durch seine Beschreibung des Morphinismus in den Kriegslazaretten wurde die bis dahin übliche Verabreichung von Morphium aufgegeben.
Ab 1893 war er Professor für Medizin (Regius Professor of Physic) an der Universität Cambridge. Er hielt den Lehrstuhl bis zu seinem Tod. Sein Nachfolger wurde Humphry Davy Rolleston, der für die zweite Auflage des System of Medicine Albutts Co-Autor gewesen war. 1922 wurde er in die American Academy of Arts and Sciences gewählt.
Für seine Verdienste wurde er am 9. November 1907 als Knight Commander des Order of the Bath (KCB) geadelt.